# François Bernouard
François Bernouard (1884-1949) fut un éditeur français du début du XXe siècle, également poète et dramaturge.

## François Bernouard éditeur
Il créa sa maison d'édition en 1909 et édita quelque quatre cents livres et plaquettes.
Sa maison d'édition utilisa quatre marques : « François Bernouard », « À la Belle Édition », « Typographie François Bernouard », « À Schéhérazade ».
Ses livres se distinguent par la présence sur la couverture d'une rose dessinée par Paul Iribe.
Le fonds de « À la Belle Édition » est repris en septembre 1943 par les éditions J. B. Janin.
Il employa des graveurs accomplis tels Georges Gorvel, Émile-Henri Feltesse, ou encore Louis Jou qui y composa des textes au début de sa carrière parisienne.

## Production de l'éditeur
G.A. Dassonville a établi un catalogue des impressions de François Bernouard.

### Exemples d'œuvres «complètes»
- Georges Courteline, 15 volumes, 1925-1927.
- Jules Renard, 17 volumes[3], 1925-1927.
- Gérard de Nerval, 12 volumes[3],[2], 1925-1931 (édition inachevée).
- Prosper Mérimée, 1927 (édition inachevée).
- Jules Barbey d'Aurevilly, 17 volumes[3], 1927.
- Émile Zola, 51 volumes[4], 1927-1929.
- Marcel Schwob, 10 volumes[5], 1928-1930.
- Léon Bloy, 23 volumes, 1947-1950 (édition inachevée).

### Exemples d'œuvres isolées
- Blaise Cendrars, Profond aujourd'hui, illustré d'images « aztèques » du peintre mexicain Angel Zarraga, À la Belle Édition, tirage 331 ex., 1917.
- Blaise Cendrars, J'ai tué, illustré par Fernand Léger, plaquette imprimée en rouge, tirage 353 ex., 1918.
- Pierre Reverdy, Les Jockeys camouflés, un recueil de poèmes « agrémentés » de cinq dessins d'Henri Matisse, 1918.
- Georges Gimel, Musiciens, album de bois gravés comprenant les portraits de Jean-Sébastien Bach, Georg Friedrich Haendel, Ludwig van Beethoven, Frédéric Chopin, Christoph Willibald Gluck, Wolfgang Amadeus Mozart ; préface d'André Cœuroy, 1921.
- Louis Chadourne, L'Amour et le Sablier, 1921.
- Élémir Bourges, Sous la hache, 1929.
- Robert Ganzo, Sept chansons pour Agnès Capri, poèmes, préface de Léon-Paul Fargue, 1938.

## François Bernouard écrivain

### Poèmes
- 1905 : Les Roses sous la Bruine
- 1910 : Futile, roman, suivi des Regrets à Futile, dédiés aux beaux esprits de ce temps par l'auteur
- 1912 : Les Regrets à Futile
- 1914 : Le Bonheur du Jour
- 1917 : La Berlue Rayonnante, poème pour plaire aux yeux, charmer les oreilles et distraire l'esprit
- 1919: Convalescent
- 1928 : Franchise militaire, poèmes inédits
- 1934: Tresor de l'humanité

### Théâtre
- 1912 : Futile, un acte, Théâtre de l'Œuvre
- 1927 : La Fièvre d'Amour, 4 tableaux
- La Guerre de la Paix
  - L'Attaque de Noyon, 3 jours et 5 tableaux
  - Le Soldat du Pays, Tragédie de la Guerre de 1914, 3 jours et 7 tableaux
  - Un Vainqueur, 7 jours et 11 tableaux
- La Défaite de Vincent Hardy
  - Le Prisonnier du Jour, 3 jours et 9 tableaux
  - La Révolte des Valets, 4 jours et 11 tableaux
  - La Vengeance de l'Argent, 6 jours et 15 tableaux